# Gúdar
Gúdar est une commune d’Espagne, dans la province de Teruel, communauté autonome d'Aragon, comarque de Gúdar-Javalambre